# Myrioblephara cilicornaria
Myrioblephara cilicornaria är en fjärilsart som beskrevs av Rudolf Püngeler 1903. Myrioblephara cilicornaria ingår i släktet Myrioblephara och familjen mätare. Inga underarter finns listade i Catalogue of Life.